# Ostroróg
Ostroróg (německy Scharfenort, česky zastarale Ostroroh) je město v Polsku ve Velkopolském vojvodství v okrese Šamotuly. Je sídlem městsko-vesnické gminy Ostroróg. Během 16. a 17. století bylo město významným centrem Jednoty bratrské v Polsku. V roce 2024 zde žilo 1 837 obyvatel.